# C++14
C++14 é uma versão do padrão ISO/IEC para a linguagem de programação C++. Seu objetivo era ser uma pequena extensão da versão C++11, consistindo principalmente de consertos de bugs e pequenas melhorias. A versão foi aprovada em 18 de agosto de 2014.
Como era comum que versões anteriores sempre estivessem atrasadas, o nome "C++1y" era comumente usado para se referir ao C++14 até que fosse definitivamente aprovado, assim como o padrão C++11 costumava ser chamado de "C++0x" com a expectativa de que fosse lançado antes de 2010 (apesar de ter se estendido até 2011).

## Suporte de compiladores
Clang completou o suporte para C++14 na versão 3,4 sob o nome C++1y.. GCC terminou o suporte para C++14 em GCC 5 e fez C++14 a versão padrão no GCC 6. O Microsoft Visual Studio 2017 também implementou "quase todas" as funcionalidades do C++14.